# Colònia portuguesa de Bahrain
Les illes de Bahrain foren una colònia portuguesa establerta el juliol de 1521 i que va dependre del govern d'Ormuz. El seu primer comandant fou António Correia i va tenir diversos comandants de la fortalesa i governadors durant tot el segle XVI; els governadors foren xeics locals lleials al rei d'Ormuz i al servei de Portugal; el darrer fou Jalal ed-Din Mahmud Murad Shah, fins al 1602, quan les illes van caure en mans dels perses.
A principis del segle xvi les illes eren conegudes com a Awal o hi havia 360 poblacions i llogarets, moltes amb pou d'aigua; segons el navegador àrab Ahmad ibn Mājid (nascut el 1421 a Djulfar, moderna Ras al-Khaimah) la principal població era al-Qasasir on la gent es submergia a la mar portant una pell plena d'aigua de beure, generalment per buscar ostres perleres; un miler de vaixells es dedicaven a la pesca sobretot d'ostres perleres. El primer portuguès que hauria estat a les illes fou suposadament Duarte Barbosa. El 25 de setembre de 1507 va arribar a Ormuz el portuguès Alfonso de Albuquerque que va trobar entre 150 i 200 vaixells al port i unes 20.000 persones a terra. Ell només tenia 6 vaixells i 400 homes però va exigir tribut al regent d'Ormuz i al cap de tres dies de negociacions va atacar els vaixells del port i va bombardejar la ciutat fins a obtenir un tribut de 15.000 peces d'or a l'any, un regal de 5.000 peces i permís per a la construcció d'una fortalesa. Llavors les illes Bahrein que depenien d'Ormuz van passar al emir d'al-Hasa.
Els portuguesos se'n van haver d'anar d'Ormuz a causa d'un motí de les seves tropes, però van tornar set anys després per construir la fortalesa. Ormuz els va produir forts ingressos i va fer rics a molts dels governadors. Després d'assentar-se a l'illa d'Ormuz el 1514, els portuguesos van fer una expedició conjunta amb les forces d'Ormuz (dirigida per Antonio Correira) per recuperar les illes Bahrein, que foren conquerides el juliol del 1521. L'emir d'al-Hasa va contraatacar i va expulsar els portuguesos però aquests van enviar una nova expedició que va consolidar el seu domini a les illes
El domini d'Ormuz-Portugal va durar la resta del segle. Es va construir una fortalesa (Qalat al-Bahrain) on es va establir una guarnició portuguesa. Es creu que les illes foren governades pels portuguesos a través del poder nominal d'un governador designat pel rei d'Ormuz. Van enfrontar algunes revoltes locals sent la primera important el 1529 quan els portuguesos van haver d'enviar una força de 400 homes per sufocar la rebel·lió i la més important la de 1534 que va fer a les illes un estat independent per un temps breu. També va patir els atacs dels emirs d'al-Hasa, que sempre foren rebutjats per la millor potència de foc de la flota portuguesa.
El 1602 el governador va ordenar executar a diversos rics comerciants i es va produir una revolta general dirigida per Rukn al-Din; Imam Kuli Khan, governador persa de Fars amb seu a Shiraz, va acudir en ajut dels rebels i va rebutjar el contraatac portuguès apoderant-se de Bahrain, arrabassant-la nominalment al rei d'Ormuz i, per tant, als portuguesos que en aquell moment tenien problemes en altres llocs. El xa de Pèrsia Abbas I va enviar una guarnició a les illes que es va establir a la fortalesa; Bahrein fou considerat en endavant una dependència de l'Imperi Safàvida (vegeu Bahrain persa).